# Eurytoma semivenae
Eurytoma semivenae är en stekelart som beskrevs av Bugbee 1957. Eurytoma semivenae ingår i släktet Eurytoma och familjen kragglanssteklar. Inga underarter finns listade i Catalogue of Life.